# Gilbert de Brederode
Gilbert de Brederode (1416 - Breda, 15 d'agost de 1475) va ser un prelat molt influent dels Països Baixos a l'edat mitjana. Va ser bisbe d'Utrecht entre 1455 i 1456, rector de la catedral de Sant Donacià a Bruges i de la Basílica de Sant Servant a Maastricht

## Història
Gilbert de Brederode era fill de Walraven I de Brederode i germà de Reinoud II de Brederode. Va ser rector d'Utrecht i com líder de la facció Hook, va liderar la resistència contra Rodolf de Diepholt. El 7 d'abril de 1455 va ser escollit bisbe pel capítol catedralici, però Felip III de Borgonya va pressionar el papa Calixt III perquè fos nomenat el seu fill bastard David de Borgonya. Felip va reprimir violentament la resistència contra aquesta nominació i va assetjar la ciutat de Deventer. El 1456 Gilbert va acceptar retractar-se del seu nomenament del bisbat a canvi d'una gran compensació econòmica. Tanmateix, va quedar com una espina en el nou bisbe David, que va manar empresonar-ho junt amb el seu germà Reinoud el 1470.
Entre 1465 i 1470 Gijsbrecht van Brederode va encarregar un llibre d'hores, les miniatures són quasi totes fetes per un miniaturista sense nom, que per tant es coneix amb el nom de Mestre de Gilbert de Brederode. El preat manuscrit se conserva a la biblioteca de la Universitat de Lieja.
Gilbert va morir el 1375 a Breda i va ser enterrat al monestir de la Cartoixa de Geertruidenberg. Tenia almenys dos fills il·legítims Anthony i Walraven, també Joris de Brederode apareix com a fill seu.